# لويس هيريرا (تنس)
لويس هيريرا (بالإسبانية: Luis Herrera)‏ مواليد 27 أغسطس 1971 في مدينة مكسيكو، هو لاعب كرة مضرب مكسيكي سابق بدأ مسيرته كمحترف سنة 1989 وكان يلعب باليد اليسرى. أعلى تصنيف له في الفردي كان المركز الـ 49 في سنة 1992. أعلى تصنيف له في الزوجي كان المركز الـ 117 في سنة 1989.

## النهائيات

### الفردي: 1 (0–1)
| الحصيلة | الرقم | السنة | الدورة           | الأرضية | المنافس في النهائي | النتيجة في النهائي |
| ------- | ----- | ----- | ---------------- | ------- | ------------------ | ------------------ |
| الوصافة | 1.    | 1992  | بوزيوس، البرازيل | صلبة    | خايمي أونسينس      | 3–6, 2–6           |

### الزوجي: 1 (0–1)
| الحصيلة | الرقم | السنة | الدورة                        | الأرضية | الشريك         | المنافس في النهائي              | النتيجة في النهائي |
| ------- | ----- | ----- | ----------------------------- | ------- | -------------- | ------------------------------- | ------------------ |
| الوصافة | 1.    | 1997  | بطولة أكابولكو للتنس، المكسيك | ترابية  | ماريانو سانشيز | نيكولاس لابينتي دانيال أورسانيك | 6–4, 3–6, 6–7      |

## روابط خارجية
- لويس هيريرا على موقع رابطة محترفي التنس (الإنجليزية)
- لويس هيريرا على موقع الاتحاد الدولي لكرة المضرب (الإنجليزية)
- لويس هيريرا على موقع كأس ديفيز (الإنجليزية)
- لويس هيريرا على موقع خلاصة التنس.كوم (الإنجليزية)